# Durham (Schiff)
Die USS Durham (LKA-114) war ein im Mai 1969 in Dienst gestelltes amphibisches Frachtschiff der United States Navy. Sie gehört der insgesamt aus fünf Einheiten bestehenden Charleston-Klasse an und nahm unter anderem an Einsätzen im Vietnamkrieg und 1991 im Zweiten Golfkrieg teil. Im Februar 1994 wurde die Durham nach knapp 25 Dienstjahren ausgemustert und befand sich seitdem in der Reserveflotte in Pearl Harbor. Im August 2020 erfolgte die Versenkung als Zielschiff.

## Geschichte
Die Durham wurde am 10. Juli 1967 als zweite Einheit der Charleston-Klasse in der Werft von Newport News Shipbuilding auf Kiel gelegt und lief am 29. März 1968 vom Stapel. Die Indienststellung des Schiffes erfolgte am 24. Mai 1969. Namensgeber ist die Stadt Durham im Bundesstaat North Carolina.
Von 1970 bis 1975 war die Durham an mehreren Einsätzen während des Vietnamkriegs beteiligt. Am 3. April 1975 nahm das Schiff gegen Ende des Krieges vor der Küste von Phan Rang-Tháp Chàm mehr als 2000 südvietnamesische Flüchtlinge von kleinen Booten auf, am 4. April folgten weitere. Ihren bekanntesten Einsatz hatte die Durham jedoch vom 29. und 30. April 1975 als Teil der Operation Frequent Wind zur Evakuierung der südvietnamesischen Hauptstadt Saigon.
Ab Ende der 1970er Jahre war das Schiff wie die anderen Einheiten der Charleston-Klasse mehrere Jahre lang inaktiv, ehe 1982 die Reaktivierung der Klasse erfolgte. In den nächsten Jahren folgten überwiegend Übungseinsätze. Ab Januar 1991 nahm die Durham im Rahmen des Zweiten Golfkrieg erneut an einem aktiven Einsatz teil. Sie gehörte hierbei zu einer aus 17 Einheiten bestehenden Amphibious Task Force, bei der es sich um die größte Flotte der United States Navy seit dem Koreakrieg handelte.
Am 25. Februar 1994 erfolgte nach knapp 25 Jahren Dienstzeit die Ausmusterung der Durham und die Überführung in die Reserveflotte der Naval Inactive Ship Maintenance Facility in Pearl Harbor. Die Streichung aus dem Naval Vessel Register erfolgte am 31. August 2015 mit den anderen Einheiten der Charleston-Klasse. Die Durham wurde am 30. August 2020 im Rahmen eines RIMPAC-Militärmanövers vor Hawaii versenkt.
Für seine Einsätze im Vietnamkrieg und dem Zweiten Golfkrieg wurde das Schiff mehrfach ausgezeichnet.